# Torcegno
Torcegno (Torzén o Traozén in dialetto trentino, Türtchein in tedesco desueto) è un comune italiano di 707 abitanti della provincia di Trento.

## Origini del nome
Il toponimo di Torcegno sembra derivare da Torzòn, nome celto-retico dell'Erica, pianta sempreverde della quale sono ricchi i boschi del paese.
Un'altra versione vede il significato del toponimo come "torre sul Ceggio", il torrente che costeggia l'abitato. Lo stemma del comune rappresenta infatti una torre posta in vicinanza di un corso d'acqua.

## Storia

### Simboli
Lo stemma e il gonfalone del comune di Torcegno sono stati approvati con deliberazione della Giunta provinciale del 2 giugno 1989 n. 6084.
Stemma
(Statuto comunale, art. 1)
Gonfalone
(Statuto comunale, art. 1)

## Monumenti e luoghi d'interesse

### Architetture religiose
- Chiesa dei Santi Bartolomeo e Andrea, chiesa parrocchiale che risale al XIV secolo

## Società

### Evoluzione demografica
Abitanti censiti

## Amministrazione
| Periodo | Periodo   | Primo cittadino     | Partito      | Carica  | Note |
| ------- | --------- | ------------------- | ------------ | ------- | ---- |
| 2010    | in carica | Ornella Campestrini | lista civica | Sindaco |      |